# Quirós
Quirós là một đô thị trong cộng đồng tự trị của Công quốc Asturias, Tây Ban Nha.

## Giáo khu
- San Vicente de Las Agüeras
- San Pedro de Arrojo
- San Julián de Bárzana
- Santa María de Bermiego
- San Juan de Casares
- San Esteban de Cienfuegos
- Santo Tomás de Lindes
- Santa María de Llanuces
- Santa María de Muriellos
- San Vicente de Nimbra
- San Antonio de Pedroveya
- San Bartolomé de Ricabo
- San Cristóbal de Salcedo